# Chiesa di Gesù e Maria (Nicotera)
La chiesa di Gesù e Maria è una chiesa cristiana cattolica di rito romano. Si trova a Nicotera, provincia di Vibo Valentia, nella parte bassa della città, quasi alla fine della via extra moenia del Borgo che collega il centro con le sottostanti campagne ed il mare.

## Storia
Gli storici locali indicano il 1638 come anno di edificazione, quale espressione del voto fatto dai cittadini scampati alla “terribile” incursione turchesca del 19 giugno di quell'anno - che pare mise la città a sacco e fuoco - cui successivamente avrebbero aderito i pochi rimpatriati, sottrattisi alla schiavitù in terre lontane.
Tuttavia l'edificio cultuale non viene menzionato né in un importante documento ufficiale del 1646 costituito da un apprezzo della città che doveva essere messa all'asta pubblica, né nella puntuale relazione - corredata da una veduta della città - del viaggio compiuto nel Regno di Napoli dall'abate Giovan Battista Pacichelli, né, ancora fino al 1714, negli Atti di Santa Visita annualmente effettuata dal vescovo in tutti i luoghi di culto presenti nella Diocesi.
Infatti, soltanto da quell'anno (1714) la chiesa, visitata, sede vacante, dal vicario capitolare Giancola Adilardi viene riportata nei relativi documenti.
Del resto, la palmare derivazione della chiesa da noti esempi di architettura religiosa del Settecento romano – segnatamente la chiesa di Santa Maria dell'Orazione e Morte di Ferdinando Fuga - ed il verificarsi di condizioni locali (rinascita economica della città e forte degrado dell'attigua chiesa di San Sebastiano) favorenti la costruzione dell'edificio, possono porsi come elementi probanti la seriorità dell'edificazione rispetto a quanto finora indicato.
L'edificio cultuale viene dotato di pregevoli opere d'arte provenienti, per lo più, da luoghi di culto e conventi fortemente danneggiati - quando non distrutti - dal terremoto della Calabria meridionale del 1783 o, comunque, soppressi, i cui beni vengono incamerati ed amministrati dalla Cassa sacra, istituita per favorire la ricostruzione.
Non si hanno notizie documentate di interventi di trasformazione, restauro o manutenzione dell'edificio ad eccezione della realizzazione, a sud dell'esistente organismo chiesastico, del volume edilizio contenente la sagrestia, eretto a cavallo tra gli anni Quaranta e Cinquanta del XIX secolo dal penitenziere Brancia. 
Intorno alla fine degli anni Sessanta del XX Secolo, la chiesa – che per il precario stato d'uso era già da tempo chiusa al culto ed aperta solo a richiesta o in particolari solennità – viene interessata da lavori curati dal Genio civile di Catanzaro.
Questi hanno riguardato, essenzialmente, il rifacimento dei tetti, intervento che comportò per quello della chiesa, la demolizione della parte superiore dell'organismo ivi compresa il timpano, a vela, della facciata, stante la decisione di realizzare un cordolo di coronamento perimetrale in c.a. a tutto spessore di muratura, mentre per quello del corpo sud (sacrestia), il quasi completo occultamento dei finestroni della navata presenti sul fronte meridionale atteso l'innalzamento della linea di colmo.
Si ricordano anche le demolizioni della copertura dell'abside-presbiterio - di incerta struttura e forma – la cui ricostruzione in c.a. determinò la chiusura dei finestroni insistenti sui lati nord e sud del vano, e quella di tratti dell'antica struttura interposta tra la chiesa e la cripta, allo scopo di consentire un più facile accesso a quest'ultima che fu svuotata dei resti mortali colà deposti e, pare, successivamente riempita con materiale proveniente dalle generose demolizioni.
Esauriti i fondi, i lavori – non ultimati – vennero interrotti, e la chiesa rimase chiusa al culto per circa un quarantennio.
Durante questo lungo periodo di abbandono, mobili, arredi liturgici, statue, paramenti ecc., furono trasferiti in altro luogo; sono visibili nel locale Museo diocesano d'Arte sacra.
Ultimamente (primo decennio Secolo XXI) una sottoscrizione di fedeli ha promosso l'esecuzione di lavori di riattamento che, pur consentendo la riconsegna dell'immobile alla comunità cittadina ed al culto, non hanno posto rimedio ai danni subiti dal tempio con i predetti lavori degli anni Sessanta.

## Inserimento urbano e rapporti ambientali
Il tempio si inserisce in un tessuto urbano esistente, fortemente caratterizzato ma, soprattutto, ben consolidato, circostanze che spiegano facilmente le varianti diatòpiche e l'irregolarità che l'edificio presenta, avendo dovuto il tipo adattare la sua propria icnografia a condizioni ambientali di natura urbanistica.
L'edificio praticamente dovette adeguare il suo sviluppo perimetrale, e quindi la sua forma planimetrica, non solo e non tanto all'area disponibile o resa disponibile, quanto alla presenza di spazi transitabili alcuni dei quali - per l'orografia della zona vocazionalmente pedonali – poterono essere ridotti fino al minimo funzionale, coperti, deviati, strozzati ma mai eliminati, per non svisare e compromettere una certa organicità di relazioni urbane lentamente formatesi.
La via Borgo, che lambisce il fianco nord della chiesa, è un percorso matrice, nato cioè anteriormente e senza connessione alcuna con la possibile futura utilizzazione edilizia dei suoi margini, motivato dalla necessità cogente di collegare con una strada carrabile il centro d'altura con i sistemi vallivi, in alternativa alla più antica via dei Tre mulini che garantiva sì lo stesso collegamento ma in maniera alquanto precaria anche per la presenza di gradinate, necessarie a vincere il rilevante pendio in alcuni tratti.
La nuova strada, già dal suo inizio immediatamente fuori Porta grande, è costretta ad assecondare la forte acclività del terreno formando flessi e curve e, nel suo tratto urbano terminale, per mediare l'orografia della zona con una più comoda transitabilità, è addirittura costretta a disegnare un tornante – nella cui ansa sorge la chiesa – allungando, di conseguenza, il suo sviluppo.
Fra i due rami del percorso, paralleli ma a quota diversa, nascono degli spontanei percorsi controradiali che consentono un più rapido collegamento tra la parte alta della strada e le sottostanti via e piazza del Popolo.
È nel rispetto del loro mantenimento che si consuma e si adatta il tipo.
L'etrerogeneità di rapporti che spesso si instaura tra edilizia specialistica e di base, tra tono aulico e popolare, viene qui – come in molti centri storici meridionali – esaltata per l'estrema semplicità, ed a volte povertà, delle architetture di intorno che si confrontano e si rapportano con quella della chiesa, ispirata ad un linguaggio colto, codificato in un intorno spaziale ben più vasto di quello pertinente all'edilizia corrente, e perciò stesso travalicante aspetti meramente locali.
Il “Genius loci” è comunque presente nella realizzazione del sacro edificio oltre che per le dimensioni - in scala con il resto dell'edificato – anche per l'uso di alcuni materiali e di alcune modanature, nonché per alcune soluzioni costruttivo-formali e paramentali (per esempio, i prospetti secondari) comuni tanto alla chiesa che al costruito d'intorno.
Tutto ciò contribuisce, senz'altro, a non creare forti squilibri e lacerazioni nella scena urbana, nella quale Gesù e Maria, assieme all'attigua chiesa di san Giuseppe, rappresenta un punto nodale e focale di indubbie valenze urbanistiche e visive.

## Descrizione
L'edificio è costituito da una navata unica, con orientamento ovest-est, desinente in una breve abside a terminazione piatta, larga quanto la navata, e da un seriore corpo di fabbrica, addossato al fianco sud del tempio, già suddiviso in una sagrestia (edificata intorno al 1850) ad est, direttamente comunicante con l'abside, ed in due piccole cappelle; a sud-ovest, in linea con la facciata, si trova la torre campanaria attraversata da un sottopassaggio pedonale.
Al di sotto del piano di calpestio della navata e del corpo meridionale si trovano delle strutture ipogee già a destinazione inumatoria.
La navata di m. 15,60 (esclusa l'abside che ha una profondità di m. 3,50) per m. 6,60 all'arco sacro, presenta le pareti nord e sud articolate da quattro specchiature per lato, delimitate da lesene lisce con capitello composito; tali pareti longitudinali, parallele per quasi 3/5 del loro sviluppo partendo dall'arco sacro, dalla penultima lesena convergono, con una doppia angolatura che trova lo snodo nell'ultima lesena, verso la parete ovest, nella quale si apre l'ingresso, riducendo la dimensione trasversale del tempio, su questo lato, a m. 4,70.
Se la motivazione cogente che determina tale schema planimetrico è da ricercare nell'adattamento del tipo alle condizioni ambientali di natura urbanistica, - considerato che la prosecuzione parallela dei muri verso ovest avrebbe comportato la quasi totale occupazione della via Borgo che lambisce il lato nord dell'edificio – è pur vero che tale condizionamento non viene subito passivamente ma, considerato e rielaborato, viene usato per plasmare e modellare lo spazio interno visto come qualcosa di corporeo, in linea con gli assunti dell'architettura del tempo.
L'icnografia della chiesa risponde ad una razionalizzata connessione tra spazio interno e spazio esterno attraverso la parete di separazione, risolve problemi tecnici consentendo, cioè, una coerente e corretta prosecuzione della volta anche nella zona rastremata, nella quale comunque risulta simmetrica, suggerendo pure il ricordo dello scafo che riportò in patria i nicoteresi sfuggiti alla prigionia saracena.
Nell'estremità occidentale, impostato un solaio con intradosso tangente la sommità interna del portone, dal muro ovest fino alla prima lesena che si incontra, venne realizzata al livello superiore la cantoria ed in quello inferiore, che uno schermo in muratura in asse al parapetto dell'ambiente sovrastante definì e divise dall'aula, un piccolo vano con funzione di bussola.
Questo costituì un ambiente di filtro e cerniera tra lo spazio esterno, caratterizzato da un'edilizia povera e minuta, e quello dell'aula, preparando per gradazione alla visione di questa il visitatore, il quale, dopo la breve sosta nella contratta bussola viene immerso nella chiesa vera e propria, ispirata ad un linguaggio aulico che percepisce, per contrasto, più ampia di quanto realmente non sia.
Contribuisce ad amplificare questa impressione l'architettura dell'aula, caratterizzata da un relativamente basso piedritto sovrastato da una robusta trabeazione in forte aggetto, su cui si imposta una volta molto alta rispetto ai suoi elementi di sostegno (rapporto quasi 1:1) tanto che l'intera altezza della chiesa risulta quasi equamente divisa tra i sistemi di piedritto e di struttura voltata.
Questa non usuale soluzione, pur non minimizzando l'altezza dei piedritti – peraltro in buon rapporto metrico con la scala umana – conferisce alla struttura di copertura una maggiore ampiezza, ne esalta il ruolo e l'importanza a tutto vantaggio della spazialità complessiva del tempio.
Oltre che la spazialità è la continuità ed unità del vano che caratterizza la chiesa, e la soluzione adottata per definire architettonicamente la controfacciata, non più esistente, risente di questa aspirazione.
In polemica con l'uso di considerare il luogo destinato alla schola cantorum avulso dall'architettura generale del tempio, inserito a forza, quasi come un arredo a sé stante nello spazio chiesastico, in Gesù e Maria è proprio questo a circoscrivere lo spazio ed a contribuire alla sua definizione come mondo unitario, isolato e chiuso all'esterno.
Dalle ultime lesene verso l'ingresso partivano dei setti murari dalla concavità appena percepibile – necessaria però a svincolare lo schermo occidentale dal modulo delle pareti longitudinali – che si arrestavano incontrando un'altra lesena emergente dal muro ovest, in piano nel suo tratto centrale.
Le ali concave del muro interno occidentale servivano proprio a raccordare meglio i setti perpendicolari ed a dare continuità alle pareti evitando zone spigolose; il tutto sottolineato dallo stesso andamento dato in quei tratti alla trabeazione continua per tutta la chiesa, anche sulla parete ovest dove costituiva, senza sfalsamenti, il parapetto della cantoria.
Su quest'ultimo semplicissime lesene libere, in asse a quelle sottostanti, fino alla volta, contribuivano alla definizione complessiva del volume ed alla continuità dello schermo.
Sulla parete opposta si apre l'arco sacro, ricco di stucchi a motivi fitomorfici, sulla chiave del quale degli angeli reggono un cartiglio con la scritta: “IESU SACRA MARIAE EST HAEC PRAESTANTIOR AEDES HUC VENIUNT COELI PINGUA DONA PIIS – ANNO 189." da riferire probabilmente ad un restauro della chiesa conclusosi in quell'anno ma di cui nulla al momento si conosce.
Il grande fornice, delimitato dalle solite lesene lisce con capitello composito, appare quasi completamente “occupato” dal monumentale altare barocco che gli si staglia contro per la ridotta profondità dell'abside che porta in primo piano questo arredo liturgico, rendendolo più imponente.
L'altare è in muratura e stucco, con decorazioni ad olio ad imitazione di pannelli in marmi policromi nella parte inferiore; in quella superiore due coppie di colonne lisce, simulanti un marmo rosa appena venato, con capitello composito in finto marmo bianco, reggono una trabeazione dal ricco fregio con motivi in stucco bianco ed oro su fondo color dell'aria.
Su questa si imposta il fastigio terminale con volute a dorso di delfino racchiudenti al centro uno scudo nel quale campeggia la colomba dello Spirito Santo in stucco dorato, ancora su fondo color dell'aria.
Il tutto è punteggiato da decorazioni fitomorfiche stilizzate e da testine angeliche, mentre figure di cherubini a tutto tondo chiudono in alto la composizione, ai lati di una conchiglia portata dalle sottostanti volute, all'interno della quale è rappresentata una gloria di angeli.
La volta dell'aula, in mattoni locali in foglio (unica nella zona in cui tali strutture venivano realizzate in incantucciato), esclusa la zona che copre la zona già del ricetto, è suddivisa in quattro campi da larghe fasce decorate, in corrispondenza delle lesene che segnano le pareti del vano.
Nel primo e nel terzo si aprono dei grandi finestroni ricchi di decorazioni in stucco di buona fattura con testine angeliche, angeli ad altorilievo, serti di fiori ed altri motivi fitomorfici.
Nei campi sottesi alle finestre, per isolare ed esaltare le decorazioni che queste presentano, la volta è liscia e tinteggiata in color giallino, ma presenta in chiave un grosso rosone in stucco con motivi stilizzati di foglie d'acanto allungate e lisce: al centro del rosone una corolla contornata da foglie d'acanto su fondo color dell'aria, ed ancora foglie d'acanto accartocciate lungo tutta la circonferenza.
Il secondo ed il quarto campo, invece, presentano una fitta decorazione geometrica in stucco con losanghe (s.v. la già citata chiesa di Santa Maria dell'Orazione e Morte di Fuga, in Roma) arricchite al centro da un fiore.
La porzione di volta che copre l'estremità occidentale della navata (già bussola-cantoria) pare non sia mai stata decorata; mentre quella sull'abside, per come già detto, è stata demolita e ricostruita in c.a. nel corso dei discutibili lavori di ripristino del tempio.
Il corpo addossato al fianco sud della chiesa è collegato a questa da tre varchi: uno nell'abside, di accesso alla sagrestia; gli altri due ricavati nella prima e nella terza campata dell'aula, in corrispondenza dei finestroni della volta ma non in asse a questi, e quindi non centrati rispetto alla porzione di paramento definito dalle lesene.
L'estemporaneità e la seriorità di tali varchi rispetto alla definizione architettonica generale risulta abbastanza evidente per una serie di motivi quali la non assialità con la campata ed il sovrastante finestrone, la definizione superiore architravata e l'assenza di qualsiasi motivo decorativo perimetrale; elementi tutti che suggeriscono un vero e proprio "taglio" eseguito nel muro per far posto ai passaggi che, pertanto, risultano compositivamente e figurativamente scollegati dall'insieme.
Il corpo meridionale è costituito da un vano oblungo di m. 13,50 per m. 4,60 circa, diviso in due ambienti quasi uguali da un tramezzo in mattoni forati.
In origine tale corpo era tripartito in una sagrestia ed in due cappelle, con accesso dall'aula, delle quali esistono due nicchie quasi all'estremità occidentale del muro sud.
Per quanto riguarda l'esterno, il prospetto della chiesa, pur mutilo della sua originaria zona superiore, si presta ad una buona lettura, finalizzata soprattutto al recupero della sua figuratività originaria, attraverso l'analisi delle sue parti superstiti - l'intero primo ordine e la parte inferiore del secondo - corroborata da testimonianze di studiosi locali nonché da, in questo caso irrinunciabili, comparazioni tipologiche.
Il prospetto è costituito dalla facciata della chiesa vera e propria e dall'attigua torre campanaria.
Il fronte del tempio, molto stretto (è addossato al lato più corto dell'edificio) ed alto, anche nel suo attuale stato, denuncia palesemente la sua discendenza da prototipi tardobarocchi romani (si vuole qui, del resto, ricordare che la settecentesca vicina chiesa di san Giuseppe è una riproposizione in scala della chiesa dei Santi Luca e Martina di Pietro da Cortona) e, pertanto, è da ritenere l'opera tutta un prodotto di importazione in cui le maestranze locali hanno avuto il solo ruolo di esecutori in un rapporto talmente labile con l'ideazione del manufatto da risultare quasi sfumato.
Nell'esplicito riferimento alla già citata chiesa romana del Fuga è palmare l'aspirazione ad accentuare il centro della facciata, marcando l'asse e gli elementi verticali anche con il contributo della minimizzazione di quelli orizzontali.
La facciata, a due ordini, presenta al primo livello due coppie di lesene trabeate, su zoccolo e con basi di granito grigio locale, che serrano la composizione al centro della quale si fa notare, ponendosi come elemento caratterizzante, il grande portale architravato, anch'esso in granito grigio, sovrastato da una ricca cimasa aggettante dello stesso materiale.
Immediatamente al disopra della trabeazione dall'alto fregio liscio, si imposta il secondo livello della facciata che presenta, in asse alle lesene sottostanti, dei fasci di lesene su di un alto zoccolo, disposte digradanti su piani paralleli, addensando la materia nell'infittirsi verso i lati della facciata, lasciando libera e arretrata la zona mediana.
Al centro di questa, e quindi in asse al portale sottostante, si apre il finestrone di facciata, già lunettato e sormontato da un piccolo timpano triangolare che sottolineava ancora la tendenza della composizione a marcare l'asse di simmetria verticale.
Da questo punto la facciata è stata demolita e ricostruita, non nel pieno rispetto delle forme precedenti; solo alcune sporgenze della muratura in mattoni, sui sottostanti fasci di lesene, stabilisce una labile continuità compositiva e con il passato.
Il cornicione di coronamento, passabilmente esemplato su quello esistente, non rigira l'angolo, così come quello demolito e così come può rilevarsi per quello del primo ordine della chiesa e per quelli dell'adiacente campanile.
Sul cornicione del tempio è stato poi realizzato un grosso timpano semicircolare, impostato in corrispondenza dei lati esterni delle paraste interne, in sostituzione dell'originario, severo timpano triangolare, che solo al suo interno ospitava una contenuta lunetta.
La torre campanaria adiacente, impostata, per l'acclività del terreno, ad un livello più basso rispetto a quello della chiesa, è a due ordini, in corrispondenza con quelli del tempio.
Il primo livello è interessato da un sottopassaggio pedonale, con due archi in muratura sui lati sud ed ovest, per garantire il mantenimento del collegamento con i sottostanti spazi urbani; mentre il secondo, con accesso solo dalla cantoria del tempio, è occupato dalla cella campanaria vera e propria, con tre fornici nei suoi lati liberi.
Tutti gli elementi già visti per la facciata della chiesa sono presenti anche in questa costruzione nei suoi lati più in vista (sud ed ovest), eccezion fatta per il secondo ordine in cui semplici lesene, appena più strette delle sottostanti, prendono il posto dei corrispondenti gruppi di paraste.
Il campanile rigira a sud con il suo volume isolato, collegandosi al corpo di fabbrica presente su questo fianco della chiesa con un arco a tutto sesto in mattoni, sovrastato da una quinta - che sembra fermata nella costruzione – in ciottoloni e frammenti di laterizio, con al centro ritagliato il vano di una bucatura, non definita superiormente.
È sconosciuta la funzione che tale struttura avrebbe potuto avere, anche perché la presenza del sottopassaggio avrebbe consentito una certa qual utilizzazione solo ad un livello superiore all'arcone, e quindi senza alcuna corrispondenza sia con la chiesa sia con il corpo meridionale.
Questo risente di quella semplicità che caratterizza i fianchi non particolarmente in vista delle costruzioni, ed in questo caso, soprattutto, della non contemporaneità di realizzazione con la chiesa, rispetto alla quale si pone, altresì, in una posizione non paritetica.
Unico elemento decorativo (visibile anche osservando il prospetto principale) è una lesena angolare di buona fattura, anche se ormai quasi del tutto rovinata dal tempo.
Il resto presenta una dignitosa muratura mista con prevalenza di pietrame sui frammenti di laterizio, pur se allo stato attuale risente delle conseguenze dei più volte accennati lavori di metà Novecento..
Nella sua zona inferiore si fa notare un arco a tutto sesto, emergente con i suoi piedritti (in pietra da taglio e laterizi) dal piano murario rispetto al quale registra un sensibile fuori piombo, impostato direttamente su un banco di roccia granitica che fa da zoccolo per gran parte di questo fronte, fornendo, sia pur non intenzionalmente, un esempio, caro al mondo barocco tra opera di mano ed opera di natura.
Nella parete di tamponamento dell'arco, una finestra con grate in ferro consentiva, un tempo, dall'esterno, la vista della cripta, impedita dalla costruzione di un muro in mattoni, realizzato all'interno, in adesione a quello originario.
Il livello superiore, complanare alla chiesa, con due finestre allargate e innalzate nel corso di successivi rifacimenti (una terza finestra è servita da ingresso ad un locale di servizio pensile in corrispondenza dell'arcone) risulta completamente svisato da pesanti manomissioni, nel corso dei quali, improvvisamente, si soprelevò la costruzione, con la conseguente quasi totale chiusura dei finestroni meridionali della chiesa.
Prima di queste, non isolate, deturpazioni, il coronamento era costituito da un cornicione in cotto, impostato immediatamente al di sopra della lesena d'angolo (che presenta una grande rispondenza di altezze con due paraste interne, grazie alle quali è possibile risalire all'intradosso originario) sul quale correva una balaustra continua di colonnine, secondo un uso, peraltro diffuso, per la chiusura superiore delle navatelle.

## Opere d'arte
IN PREPARAZIONE

## Foto e rilievi
IN PREPARAZIONE